# Messier 5
Messier 5 oder NGC 5904 ist ein Kugelsternhaufen im Sternbild Schlange und etwa 23.000 Lichtjahre vom Sonnensystem entfernt. Für Amateurteleskope ist er einer der schönsten Kugelhaufen.
Mit einer scheinbaren Helligkeit von etwa 5,8 mag lässt sich Messier 5 in sehr klarer Nacht und an einem Ort mit wenig Lichtverschmutzung schon mit bloßem Auge als sternartiges Objekt erkennen. In kleinen Fernrohren werden am Rand bereits Einzelsterne sichtbar, doch wirkt das Zentrum auch im Achtzöller noch etwas verschwommen, weil unaufgelöste Sterne eine Art Schimmer erzeugen. Im untenstehenden Bild sind einige tausend dieser schwachen Sterne zu sehen. Ab 30–40 cm Öffnung lässt sich auch der etwas längliche Kern des Haufens auflösen.
Der Kugelsternhaufen wurde von Gottfried und Maria Kirch am 5. Mai 1702 entdeckt und von Charles Messier am 23. Mai 1764 in seinen Messier-Katalog aufgenommen.

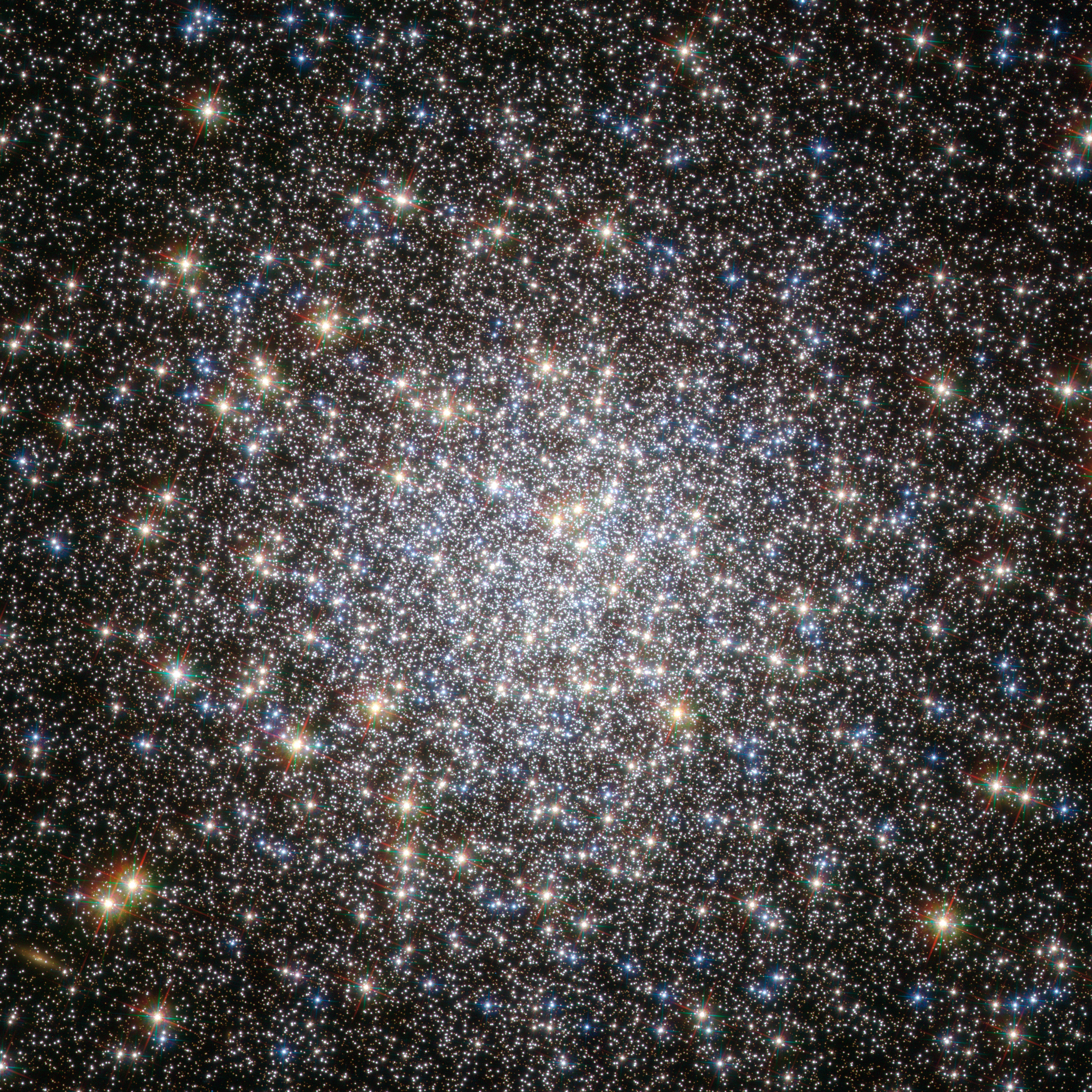
Detailaufnahme des Zentrums von M5, Hubble Space Telescope-Aufnahme vom August 2008, Bildfeld 2,6' – ca. ein Zehntel des Überblicksfotos